# Cirkus Krone
```
 For alternative betydninger, se 
Circus Krone
.
```

Cirkus Krone er en dansk cirkus, oprindeligt etableret i 1939, med fast sommerturne siden 1984. Det nuværende cirkustelt er et to-masters, 22 meter diameter, fra 2011, med plads til omkring 300 tilskuere. Sommersæsonen løber fra april til september, i vinterperioden optrædes i institutioner og butikscentre. Til og med sæson 2017 blev Cirkus Krone drevet af Irene Thierry med bistand af ægtefællen Jan Allan alias klovnen Allando. Fra 2018 overtager Irenes ældste søn Frank driften af Cirkus Krone.
Det danske Cirkus Krone har ingen forbindelse til tyske Circus Krone.

## Historie
Cirkus Krones rødder går tilbage til 1939, hvor Regner Thierry, der ikke var af af cirkus-familie – etablerede et markedscirkus. De første forestillinger var under navnet Giovanny Thierry, der senere blev ændret til Cirkus Thierry. Der var tre artister, Regner Thierry, hans hustru Ebba, som blandt andet var tryllekunstner, og Ebbas bror Ejner Holmberg. Senere kom børnene Irene og Ricard med. Irene dansede ballet, lavede akrobatik og optrådte i trapez, mens Ricard udførte balance på rulle og spillede musik. De tidlige forestillinger mindede mere om varieté end om cirkus.
Et senere navneskift til Cirkus Krone skyldtes, at billetprisen oprindeligt var 50 øre, men en dag løb Ebba, der solgte billetter, tør for byttepenge, hvorefter Regner sagde: »Så tag en krone for billetten!« Krone lød så godt, at cirkus skiftede navn.
I 1965 indgik Regner Thierry partnerskab med Alfred Rasmussen og overtog Trøjborgs Tivoli. Samarbejdet varede kun et år, hvorefter Regner købte Alfred ud og havde dermed både tivoli og cirkus. Richard og Irene lavede et luftnummer i en svajmast, der blev rejst midt på tivolipladsen. Cirkus Krones turnéer blev herefter kortere og kortere, og cirkus lukkede helt ned under de vanskelige krigsår i begyndelsen af 1940'erne.
I 1950 genstartede Cirkus Krone med et gammelt militærtelt. Efter Cirkus Robert Daniel lukkede i 1953 overtog man deres telt. Regner Thierry var i sin tid selv begyndt sin artistkarriere hos Robert Daniels i 1933. I 1966 søgte Den Gamle By i Aarhus både cirkus og tivoli forlystelser – såkaldte kørende forlystelser – som Regner Thierry sagde ja til. Teltet holdt helt frem til 1970, hvorefter Cirkus Krone holdt pause.
I 1984 genetablerede Irene Thierry Cirkus Krone sammen med sønnerne Frank og Marc. Frank optrådte som balancekunstner, klovn, trapezkunstner og musiker, og Marc som musikalsk klovn og trommeslager. De øvrige artister var i begyndelsen unge talenter, der først kom i lære på cirkusskole, og efterfølgende kunne prøve deres kunnen af under Cirkus Krones sommerturné. I 1999 stoppede Cirkus Krone med selv at oplære unge talenter og engagerede kun artister udefra, mens Frank og Marc tager sig af de administrative opgaver.
I 2017 gav Irene Thierry stafetten videre til sin søn, Frank. Efter 2018 holdt Cirkus Krone atter pause indtil 2023, hvor det indgik i Randers Festuge. Fra 2024 var Cirkus Krone tilbage på de danske landeveje.